# Estación de Gélida
Gélida es una estación de la línea R4 de Rodalies Renfe de Barcelona situada en el municipio homónimo. Es una de las estaciones de la línea de Vilafranca, que une Barcelona y El Vendrell por el interior.
La estación queda apartada del centro urbano de Gélida, y además esta distancia tiene un desnivel considerable, por eso se construyó el funicular de Gélida, gestionado por FGC, que une la estación de cercanías con el centro urbano de Gélida. La estación del funicular se llama Gélida-Inferior.
| << cabecera                                    | < estación          | línea | estación >      | cabecera >>     |
| ---------------------------------------------- | ------------------- | ----- | --------------- | --------------- |
| Rodalies de Catalunya de Renfe                 |                     |       |                 |                 |
| San Vicente de Calders Villafranca del Panadés | San Sadurní de Noya |       | Martorell       | Tarrasa Manresa |
| Funicular de Gelida de FGC                     |                     |       |                 |                 |
| terminal                                       | terminal            |       | Gelida-Baixador | Gelida-Superior |